# 3832-es mellékút (Magyarország)
A 3832-es számú mellékút egy nagyjából 10-12 kilométeres hosszúságú, négy számjegyű mellékút Szabolcs-Szatmár-Bereg vármegye északi részén, illetve kis részben Borsod-Abaúj-Zemplén vármegye területén. Kisvárda belvárosát köti össze az északnyugati szomszédságában elterülő Tisza-menti falvakkal, Dögével és a Szabolcsveresmarthoz tartozó Rozsálypuszta településrésszel. Végpontja a Tisza túlpartján, a Bodrogközben fekvő Révleányvár központjában helyezkedik el, emiatt viszont már régóta nem lehet végigjárni, mivel a két utóbbi falut egykor összekapcsoló kompjárat még valamikor a 2000-es években megszűnt.

## Nyomvonala
A 4145-ös útból ágazik ki, annak a 6+700-as kilométerszelvénye közelében lévő körforgalmú csomópontjából, észak felé, Kisvárda központjában; ugyanabba a körforgalomba nyugat felől becsatlakozva ér véget a 4149-es út, mely a 4-es főúttal kapcsolja össze a belvárost. Mátyás király utca néven húzódik a belterület északi széléig, amit körülbelül 1,6 kilométer után ér el, majd a város északi határában, nagyjából 2,2 kilométer után egy újabb körforgalmú csomóponttal keresztezi a 4-es főutat, nem messze annak a 321. kilométerétől.
A körforgalomból kilépve szinte azonnal átszeli Döge határát, és kevéssel ezután már e falu határai között halad, Kossuth Lajos utca néven, előbb északi, majd nyugatabbi irányban. Mintegy 3,4 kilométer után beletorkollik északkelet felől a 3839-es út – ez Fényeslitkével köti össze a községet –, a központtól északra pedig a Szőlőskert utca nevet veszi fel, így éri el a belterület északnyugati szélét is, a 6. kilométere közelében.
Még a hetedik kilométere előtt eléri Szabolcsveresmart határát, egy darabig a határvonalat kíséri, majd eléri e helység, pontosabban a hozzá tartozó Rozsálypuszta lakott területének déli szélét, ahol Rákóczi utca lesz a települési neve. A 8+250-es kilométerszelvénye táján kiágazik belőle nyugat felé a 3830-as út, Tiszakanyár irányában, onnan észak felé folytatódik, de már zsákutca jelleggel: kilométer-számozása a Tisza szabolcsi oldalán a 8+1423-as kilométerszelvényénél, a folyót övező védett ártéri erdők elérése után.
Nyomvonala korábban a hullámtéri természetvédelmi terület határai között is folytatódott a Tisza-partig, bár a folytatás iránya ma már egyre nehezebben követhető. Komppal keresztezte – annak megszűnése előtt – a folyót, a túlparton pedig már a Borsod-Abaúj-Zemplén vármegyei Révleányvár területén folytatódott. Kilométer-számozása a borsodi parton a 2022-es állapot szerint is újraindul, a 8+1423-as szelvényszámtól, szűk egy kilométer után pedig eléri Révleányvár első házait, melyek között a Fő utca nevet veszi fel. Így is ér véget a falu központjában, beletorkollva a 3804-es útba, annak a 12+600-as kilométerszelvénye közelében.
Teljes hossza, az országos közutak térképes nyilvántartását szolgáló kira.kozut.hu adatbázisa szerint 10,468 kilométer. Ebben azonban nincs benne a komp megszűnése miatt közút-jellegétől és kilométer-számozásától is megfosztott, közel másfél kilométeres hosszúságú egykori hullámtéri szakasza. [Vagyis a két végponti település, Kisvárda és Révleányvár központja egymástól, a közúti vonalvezetés mentén mérve majdnem pontosan 12 kilométerre fekszik.]

## Települések az út mentén
- Kisvárda
- Döge
- Szabolcsveresmart-Rozsálypuszta
- Révleányvár

## Története
2001-ben még biztosan működött a Rozsálypuszta-Révleányvár közti kompjárat, tehát abban az időben a Kisvárdától Révleányvárig vezető útvonal még végigjárható volt. Konkrétan a 3832-es út (a kompátkelőt is magában foglaló) árterületi szakaszán a közúti besorolás és a kilométer-számozás megszüntetése ismeretlen időpontban történt; nem biztos, hogy összefüggött a komp – szintén ismeretlen időpontú – leállásával, meg is előzhette azt.